# Matrakçı Nasuh
Nasuh bin Karagöz bin Abdullah el-Visokavi el-Bosnavî, communément appelé Matrakçı Nasuh (bosniaque : Matrakčija Nasuh Visočak) pour sa compétence dans le sport de combat de Matrak qu'il a inventé lui-même, également connu sous le nom de Nasuh el-Silâhî, Nasuh l'épéiste, en raison de son talent avec les armes, était un homme d'État ottoman d'origine bosniaque du XVIe siècle,.
Il était polymathe, mathématicien, philosophe, professeur, historien, géographe, cartographe, maître d'arme, navigateur, inventeur, peintre, agriculteur et miniaturiste.
Il fut amené à Istanbul après avoir été recruté par des éclaireurs ottomans en Roumélie. Il a ensuite été éduqué, a servi plusieurs sultans ottomans et est devenu professeur à l'école d'Enderun,.

## Biographie

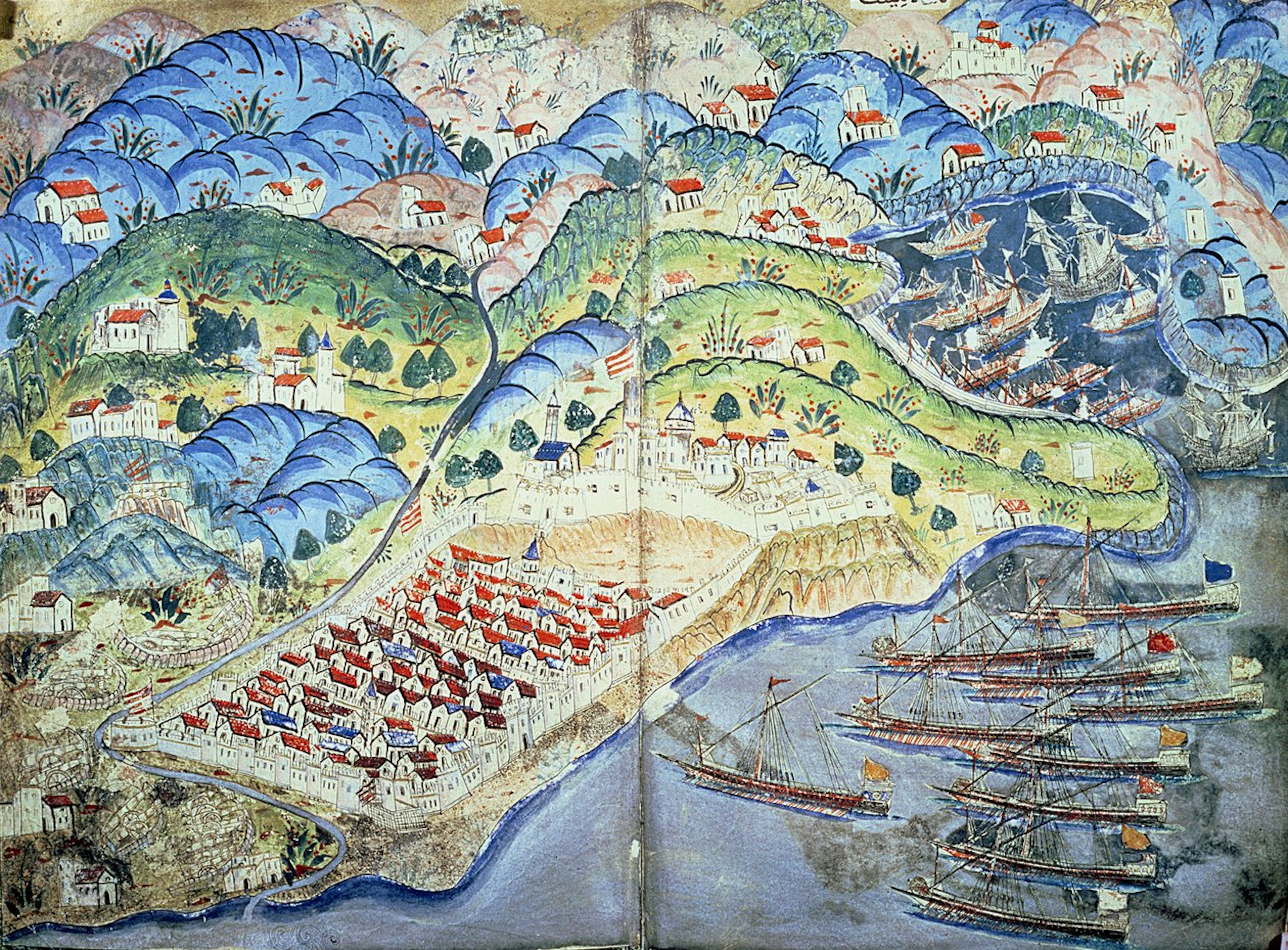
Siege de Nice (1543) par Matrakçı Nasuh

Matrakçı Nasuh, est né dans la ville bosniaque de Visoko, il était un janissaire qui a traversé à la fois l'infanterie et le système devşirme. C'était un épéiste et un tireur d'élite qui parlait cinq langues et qui fut recruté dans la marine ottomane.
Bien que né de parents musulmans bosniaques, Nasuh fut enrôlé dans le système devşirme, généralement réservé à la population chrétienne de l'empire. 
Exceptionnellement en Bosnie, le devşirme a également été étendu aux familles musulmanes locales.